# Fenton John Anthony Hort
Fenton John Anthony Hort (1828-1892), irlandês, nascido em Dublin em 23 de abril de 1828. foi um Teólogo e editor, com Brooke Westcott de uma edição crítica do Novo Testamento no grego original (The New Testament in the Original Greek). 
Em 1846 ele passou da Escola Rugby ao Trinity College, Cambridge, onde  foi contemporâneo de E.W. Benson, de Brooke Foss Westcott e de J.B. Lightfoot. Estes quatro se tornaram amigos e companheiros de trabalho por toda vida. Também se distinguiu no campo da botânica.

## Carreira
Em 1857 se casou, e iniciou carreira na universidade de St Ippolyts, perto de Hitchin, em Hertfordshire, onde permaneceu por quinze anos. Durante sua residência ali, ele tomou parte nas discussões sobre reformas da universidade, prosseguiu  seus estudos, e escreveu ensaios para diversas publicações periódicas. Juntamente com J. E. B. Mayor e Lightfoot , ele criou "O Jornal de  Filologia Clássica e Sagrada"(Journal of Classical and Sacred Philology), e iniciou avidamente em estudo teológico e patrístico.
Em 1870 foi nomeado membro da comissão para revisar a tradução do novo testamento, e em 1871 entregou uma Escrito ante a Universidade. Seu título era: O Caminho, a Verdade, e a Vida (The Way, the Truth, and the Life), mas eles não estavam preparados para a publicação até muitos anos depois da sua entrega. 
Em 1872 passou a fazer parte de um clube na universidade de Emmanuel; em 1878 tornou-se Hulsean Lectures, e em 1887 Lady Margaret's Professor of Divinity da Universidade de Cambridge. 
Em 1881 ele publicou, com o seu amigo Westcott, uma edição do texto do Novo Testamento com base no seu trabalho de texto crítico. A comissão de revisão havia aceitado tinha amplamente este texto, mesmo antes da sua publicação, como base para a sua tradução do Novo Testamento.
Seu trabalho, o texto grego padrão das Escrituras Gregas Cristãs, produzido em 1881 juntamente com o perito B. F. Westcott criou grande sensação, obtendo ampla aceitação de eruditos. Embora passasse a ser atacado em muitos lugares, em geral seu texto foi recebido como a aproximação mais exata do texto original do novo testamento ate então traduzido. A introdução era o trabalho de Hort, e sua profundidade e plenitude convenceram a todos os que leram que estavam diante de um mestre. Foi o resultado de 28 anos de trabalho independente, embora Hort e Westcoot se consultassem regularmente. 
Segundo  a Enciclopedia Estudo Perspicaz das Escrituras os peritos Westcott e Hort "dividiram os manuscritos em famílias e se estribaram fortemente no que classificaram de 'texto neutro', que incluía o famoso Manuscrito Sinaítico e o Manuscrito Vaticano N.° 1209, ambos do quarto século EC."  O texto de Westcott e Hort foi o principal texto usado na tradução das Escrituras Gregas Cristãs para a língua inglesa na Tradução do Novo Mundo das Escrituras Sagradas. 
Além de seu Testamento em grego seu trabalho mais conhecido é The Christian Ecclesia(1897). 
Outras publicações são: 
- Judaistic Christianity (1894);
- Village Sermons (duas series);
- Cambridge and other Sermons;
- Prolegomena to ... Romans and Ephesians (1895);
- The Ante-Nicene Fathers (1895);
- Uma leitura em grego do Evangelho de João
- The Constantinopolitan and other Eastern Creeds in the Fourth Century.

Hort morreu em 30 de novembro de 1892. Sua vida e cartas foram  editadas por seu filho , sir Arturo Hort, Bart. (1896).